# Miloš Jovičić
Miloš Jovičić (serbisch-kyrillisch Милош Јовичић; * 29. Jänner 1995) ist ein österreichisch-serbischer Fußballspieler.

## Karriere
Jovičić begann seine Karriere beim SK Rapid Wien, bei dem er später auch in der Akademie spielte. Im September 2012 debütierte er für die Amateure von Rapid in der Regionalliga, als er am achten Spieltag der Saison 2012/13 gegen die Amateure der SV Mattersburg in der Startelf stand und in der 84. Minute durch Hakan Yilmaz ersetzt wurde. Im April 2013 erzielte er bei einem 5:2-Sieg gegen Mattersburg II sein erstes Tor in der Regionalliga.
Nach über zehn Jahren bei Rapid wechselte er im Jänner 2016 zum ASK Ebreichsdorf. Für die Ebreichsdorfer absolvierte er zwei Spiele in der Regionalliga. Nach einem halben Jahr bei Ebreichsdorf schloss er sich zur Saison 2016/17 dem Ligakonkurrenten FCM Traiskirchen an. In seinen zwei Jahren bei Traiskirchen absolvierte er 50 Spiele in der Regionalliga, in denen er einen Treffer erzielte.
Zur Saison 2018/19 wechselte Jovičić zum Zweitligisten SC Wiener Neustadt. Sein Debüt für Wiener Neustadt in der 2. Liga gab er im September 2018, als er am achten Spieltag jener Saison gegen den SK Austria Klagenfurt in der Startelf stand.
Nach dem Zwangsabstieg von Wiener Neustadt wechselte er zur Saison 2019/20 zum Zweitligisten SV Lafnitz. Nach zwei Jahren und 48 Zweitligaeinsätzen verließ er Lafnitz nach der Saison 2020/21 und wechselte zum Bundesligisten SV Ried, bei dem er einen bis Juni 2023 laufenden Vertrag erhielt. Für Ried spielte er insgesamt elfmal in der Bundesliga.
Im August 2022 wechselte er zum Zweitligisten Grazer AK, bei dem er einen bis Juni 2024 laufenden Vertrag erhielt. Mit dem GAK stieg er 2024 in die Bundesliga auf. Nach 76 Einsätzen verließ er die Grazer nach der Saison 2024/25.

## Persönliches
Der Serbe Jovičić wurde im August 2022 in Österreich eingebürgert.